# Мърси (бронепалубен крайцер, 1885)
Мърси (на английски: HMS Mersey) е бронепалубен крайцер от 2-ри ранг, на Британския Кралски флот. Главен кораб на едноименния тип крайцери. Корабите от него са и първите британски кораби от нов тип – без ветрилно въоръжение и с бронирана палуба по цялата дължина на корпуса. „Мърси“ е заложен на 9 юли 1883 г. в Кралската корабостроителница в Чатъм. Спуснат е на вода на 31 март 1885 г. Продаден е за скрап на 4 април 1905 г.